# George W. Trendle
George Washington Trendle (Norwalk, 4 de julio de 1884 – Grosse Pointe, 10 de mayo de 1972) fue un abogado y empresario estadounidense, conocido por ser el productor de los programas para radio y televisión de El Llanero Solitario y El Avispón Verde.
Como abogado conocido por sus grandes habilidades como negociador en contratos de cine. Después de ingresar al negocio de exhibición de películas, se aventuró en la radio y compró la estación de Detroit que renombraría como WXYZ. 
Durante la Depresión, Trendle tomó la decisión de operar la estación de manera independiente y comenzó a producir series dramáticas de radio originales. En 1932, analizó las ideas para una serie del Oeste con un héroe vaquero de altos estándares morales. Basado en el concepto de un vigilante enmascarado nació El Llanero Solitario, que debutó en WXYZ. El programa se transmitió finalmente en todo el país.  
El 31 de enero de 1936, WXYZ estrenó El Avispón Verde, presentando a Britt Reid, el sobrino nieto de El Llanero Solitario. Las aventuras de Britt Reid y su hábil chofer, Kato, se transmitieron durante casi 17 años en diversas cadenas radiofónicas. La película debutará justamente unas semanas antes del 75 aniversario de su estreno en el programa de radio.
Trendle también creó Challenge of the Yukon, una serie acerca del Sgt. Preston of the Mounties y su perro Husky, King. Trendle también fue instrumental para llevar sus tres creaciones insignia, El Llanero Solitario, El Avispón Verde y Sergeant Preston of the Yukon a la televisión. Murió en Detroit en 1972.